# Cucal-azul
O cucal-azul (Ceuthmochares aereus), também conhecido como malcoa-azul, é uma espécie de ave da família Cuculidae. Anteriormente, era coespecífico com o cucal-verde (Ceuthmochares australis) até serem separados em 2016. É amplamente distribuído pela floresta tropical africana. 

## Descrição
O cucal-azul tem uma barriga, cabeça e garganta acinzentadas e um bico amarelo, mas as subespécies apresentam algumas diferenças na coloração da plumagem. C. aereus aereus tem cauda, asas e dorso esverdeados e azuis, enquanto C. aereus flavirostris tem cauda, asas e dorso totalmente azuis.
Se alimenta principalmente de insetos, principalmente lagartas, besouros, gafanhotos e grilos; também come rãs, lesmas, frutas, sementes e folhas. Se move através da vegetação emaranhada com uma série de pequenos saltos, arrebatando a presa enquanto pula. Acompanha outros pássaros e esquilos, apanhando os insetos que foram deixados para trás ou espantados pelos mesmos.
Ao contrário de alguns outros cucos, o cucal-azul não é um parasita de ninhada, e seus próprios filhotes. Dois ovos brancos são colocados em um ninho feito de gravetos suspensos a cerca de 2 a 5 m acima do solo. Ambos os pais cuidam dos filhotes.
É uma espécie incomum e raramente observada devido ao seu comportamento discreto. No entanto, não é considerado ameaçado e é listado como pouco preocupante pela IUCN.

## Subespécies
Possui duas subespécies reconhecidas:
- C. a. flavirostris (Swainson, 1837) - Gâmbia ao sudoeste Nigéria
- C. a. aereus (Vieillot, 1817) - Nigéria a oeste Quênia, norte Zâmbia e Angola, Bioco